# الحزب الاشتراكي العثماني
الحزب الاشتراكي العثماني (بالتركية: Osmanlı Sosyalist Fırkası)‏ كان أول حزب سياسي اشتراكي تركي تأسس في الدولة العثمانية في عام 1910.

## الحزب الاشتراكي العثماني (1910-1913)

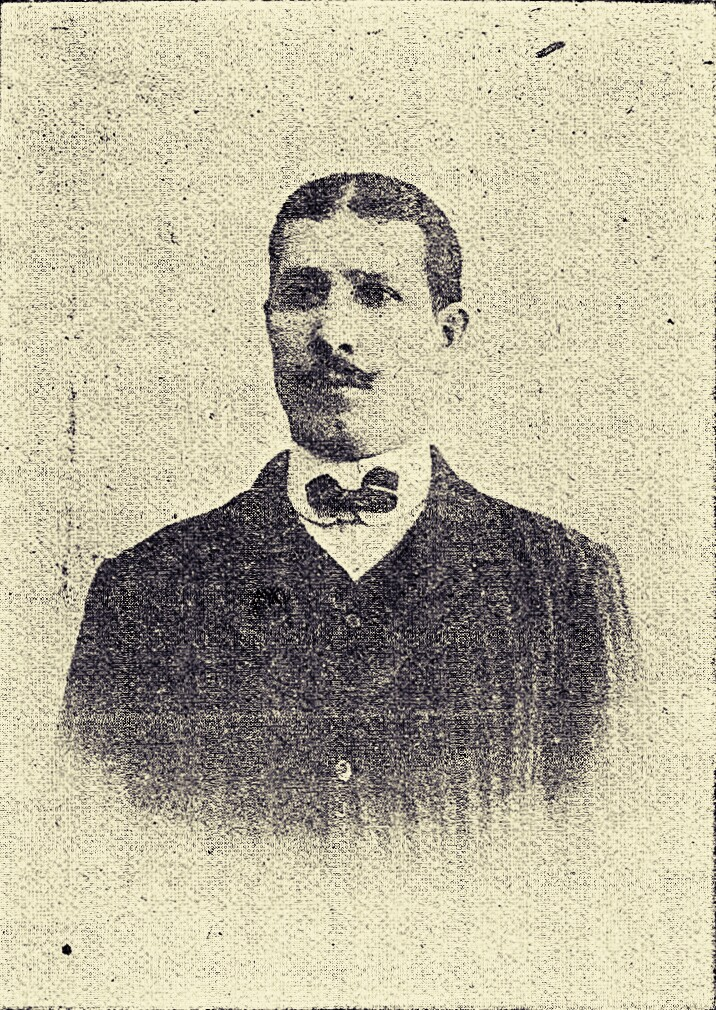
صورة حسين حلمي بك التي نُشرت في مجلة اشتراك.

قبل تشكيل الحزب، كانت الأحزاب أو التجمعات الاشتراكية موجودة فقط بين أقليات الإمبراطورية العثمانية، وبين يهود سلانيك مثل اتحاد العمال الاشتراكي والحزب اليساري البلغاري المسمى حزب الشعب الاتحادي (القسم البلغاري)، وكذلك لبعض الاشتراكيين الضيقين البلغاريين الذي عمل هناك من ناحية أخرى، كان هناك مركز إسطنبول اليوناني الاشتراكي، ةحزب الهنشاك الاشتراكي الديمقراطي، والاتحاد الثوري الأرمني. وكما كتبت إيزيل كورال شاو في كتابها «تاريخ الإمبراطورية العثمانية وتركيا الحديثة»، اكتسب الحزب الاشتراكي العثماني «دعمه الرئيسي من الجماعات الأرمنية والبلغارية في البرلمان».
لم يكن الحزب الاشتراكي العثماني في الواقع حزبًا سياسيًا حقيقيًا بالمعنى الحديث، بل كان مجموعة من المثقفين. بعد أن اتخذ الشباب الأتراك تدابير صارمة ضد المعارضة، بدأ الحزب في دعم المعارضة. في سبتمبر 1911، تم تأسيس منظمة دولية للحزب، بقيادة الدكتور رفيق نيفزات، في باريس، حيث كان سيقيم اتصالات مع الحركة العمالية الدولية. ومع أن أنشطة هذه المجموعة ظلت محدودة، إلا أن حسين حلمي نجح في إجراء مراسلات مع جان جوريس. لكن الحزب فشل في الانضمام إلى الأممية الثانية.
بعد أن نفذت تركيا الفتاة الانقلاب العسكري عام 1913، بدأ قمع المعارضة على نطاق واسع، وبدأت أوقات عصيبة للحزب الاشتراكي العثماني. تم اعتقال حسين حلمي في نفس العام وبقي حتى عام 1918، إما في السجن أو في المنفى. هذا أنهى الحزب عمليًا.

## الحزب الاشتراكي التركي (1919-1922)

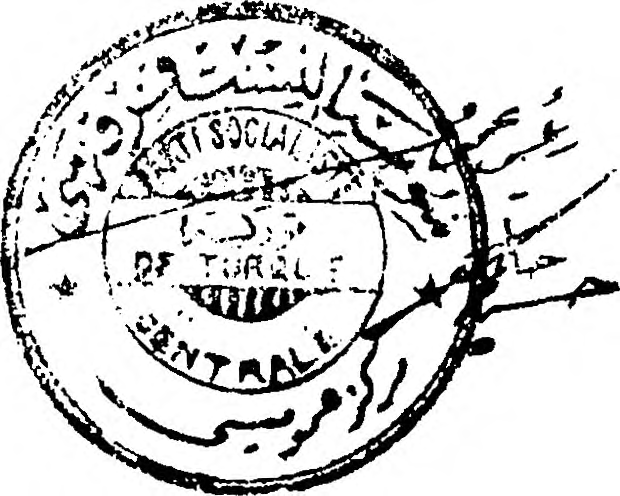
ختم الحزب الاشتراكي التركي (1919)

كان رئيسه الصحفي حسين حلمي مؤسس المجلة الاشتراكية الأسبوعية اشتراك (بالتركية: İştirak)‏ في 26 فبراير 1919. ومن الأعضاء القياديين الآخرين عون الله قازمي، وناميك حسن، وبيرتيف، وتوفيق، وابن طاهر، وإسماعيل فايق، وبهاء توفيق، وحميد صوفي. بعد سقوط نظام تركيا الفتاة، أعيد تنشيط الحزب في عام 1919 تحت قيادة حسين حلمي ومصطفى فاضل تحت اسم الحزب الاشتراكي التركي (بالتركية: Türkiye Sosyalist Fırkası)‏. كان الحزب على اتصال من البداية مع الأممية الثانية، كما كان ممثلًا في مؤتمراته في برن وأمستردام وجنيف. كانت هناك أيضًا رابطة دولية للعمال في إسطنبول، تتكون أساسًا من الأقليات واليونانيين والبلغاريين واليهود.
ومع تأسيس حزب العمال والفلاحين الأتراك (بالتركية: Türkiye İşçi ve Çiftçi Sosyalist Fırkası)‏ في سبتمبر 1919 من قبل الدكتور شفيق حسنو (ديمير)، فقد تسبب ميله نحو الأممية الثالثة، لمغادرة بعض أعضائه له. لقد قاد بنجاح موجة الإضرابات العظيمة عام 1920. وفي وقت قصير، فاز الحزب، الذي نظم الأنشطة النقابية بشكل أساسي، بشعبية كبيرة بين العمال. من ناحية أخرى، نجح حسين حلمي في استغلال النزاعات بين مقر الحامية البريطانية في إسطنبول والشركات الفرنسية. لذلك، يمكنه الحصول على الدعم من السلطات البريطانية في إسطنبول.
بعد التخفيف من حدة النزاعات بين الفرنسيين والإنجليز أصبح الحزب تهديدًا للشركات الدولية، فقد الحزب سلطته. قامت الشركات بتأسيس ودعم منظمات العمل المنافسة مثل مجتمع العمل والصيانة (بالتركية: Amele Siyanet Cemiyeti)‏ وأجبرت العمال على الانضمام إلى هذه المنظمات. كانت العضوية الإلزامية في عام 1922 واحدة من الأسباب الرئيسية لهزيمة إضراب عمال الترام. بعد هذه الهزيمة، تم اعتقال حسين حلمي وتم حل الحزب.
بعض الأحزاب اللاحقة، مثل حزب العمال الاشتراكي (بالتركية: Türkiye İşçi Sosyalist Fırkası)‏ أو الحزب الاشتراكي المستقل (بالتركية: Müstakil Sosyalist Fırkası)‏ لم تحقق أي نجاح.
تم تنظيم الحزب الاشتراكي التركي فقط في إسطنبول. لقد حافظ على مسافة من الكماليين الذين قادوا حركة وطنية ضد احتلال الأناضول، والشيوعيين الذين حاولوا توحيد المنظمات العمالية. كان الحزب نقابة عمالية أكثر منه حزب سياسي.

## الملاحظات والمصادر
1. ↑  مارك مازوفير, Salonica, City of Ghosts: Christians, Muslims and Jews, 1430-1950, 2004, p. 287.
2. ↑  Hür, Ayşe (24 Apr 2008). "Cumhuriyet'in Amele Evlatları!" (بالتركية). تراف. Archived from the original on 2009-05-21. Retrieved 2009-11-13.
3. ↑  Shaw، Ezel Kural (1977). History of the Ottoman Empire and modern Turkey. Cambridge University Press. ج. 2. ص. 548. ISBN:978-0-521-29166-8. مؤرشف من الأصل في 2019-12-16. اطلع عليه بتاريخ 2009-11-14.
4. ↑  ولد في إزمير، وتوفي في 15 نوفمبر 1922 في اسطنبول، وكان يلقب ب"İştirakçı Hilmi"، "حلمي الاشتراكي"، "İştirak" كان المصطلح للاشتراكية باللغة التركية العثمانية وباللغة العربية يعني إشتراكي
5. ↑  Benningsen، Alexandre؛ Lemercier-Quelquejay, Chantal (1977). Holt, Peter Malcolm؛ Lambton, Ann K. S؛ Lewis, Bernard (المحررون). Communism in the Central Islamic lands (chapter in The Cambridge history of Islam, Volume 1). Cambridge University Press. ص. 304. ISBN:978-0-521-29136-1. مؤرشف من الأصل في 2019-12-16. اطلع عليه بتاريخ 2009-11-14.